# Quadrivium

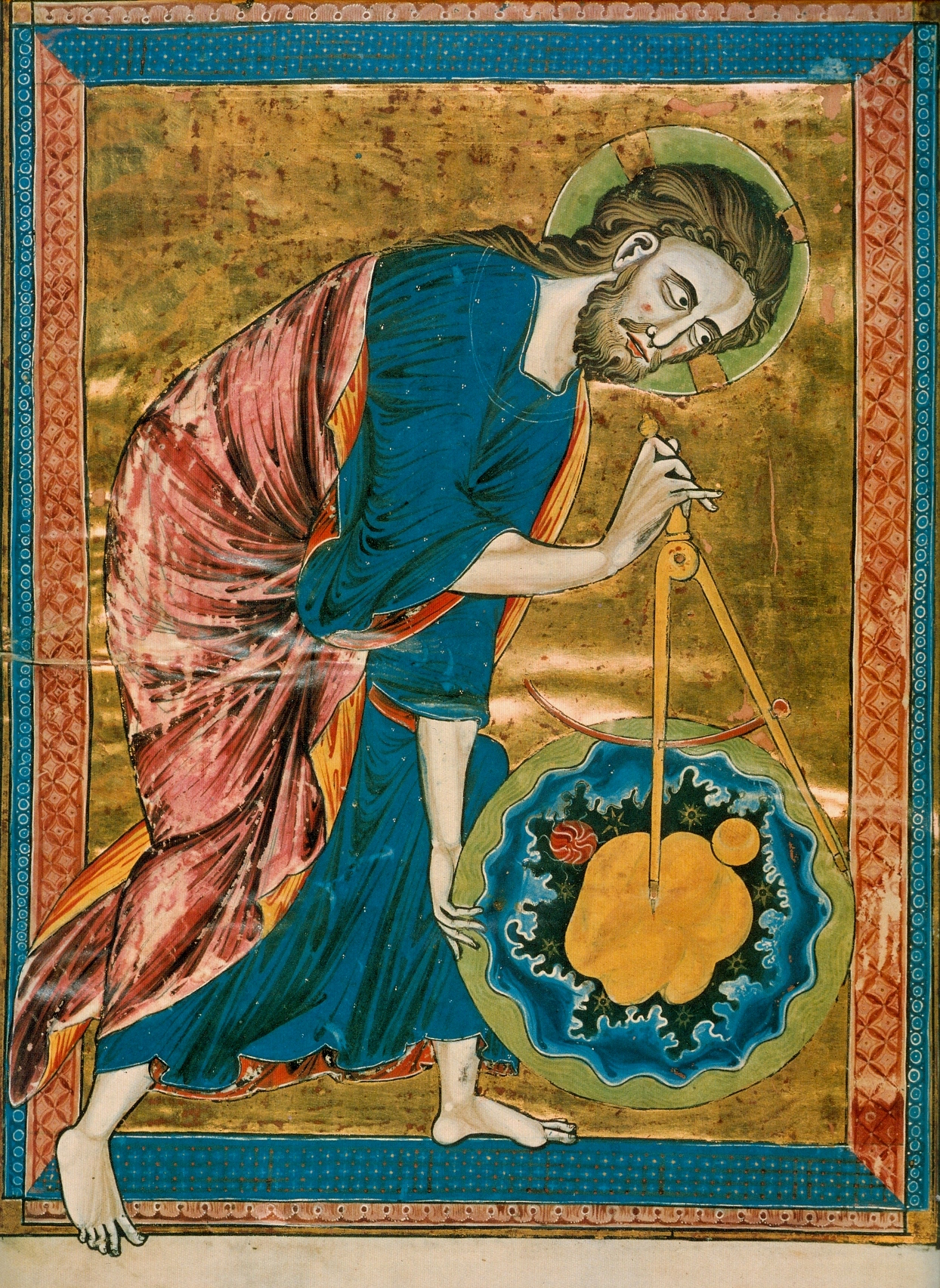
Para la mayoría de los eruditos medievales, que creían que Dios creó el universo de acuerdo con armonía de las esferas, la ciencia, particularmente geometría y astronomía, estaba vinculada directamente a lo divino. Buscar estos principios, por lo tanto, sería buscar a Dios.

El quadrivium o cuadrivio (del latín quadrivium, ‘cuatro vías’; plural: cuadrivia) trata de los cuatro temas, o artes, enseñados tras enseñar el trivium.
La palabra es latina, con el significado de «cuatro vías», y utiliza los cuatro temas que han sido atribuidos a Boecio y Casiodoro en el s. VI. Juntos, el trivio y el cuadrivio comprendían las siete artes liberales (basadas en las habilidades del pensamiento), tan distinguidas de las artes prácticas (como la medicina y la arquitectura ).
El cuadrivio consistía en aritmética, geometría, música y astronomía. Este siguió el trabajo preparatorio del trivio, que consistía en gramática, lógica y retórica. A su vez, el cuadrivio fue considerado el trabajo preparatorio para el estudio de la filosofía (a veces llamado « arte liberal por excelencia»)  y la teología.
Fue especialmente esta rama de conocimiento la que recibió más impulso con los múltiples contactos de los monasterios catalanes con el Islam ; un claro ejemplo se encuentra en los avanzados estudios matemáticos que Gerberto de Aurillac llevó a cabo con el obispo Ató de Vich durante su estancia en Cataluña. A través del Islam se conocieron los trabajos de Maslama sobre el astrolabio, el establecimiento de las tablas astronómicas, el uso de las cifras árabes y del cero y se ampliaron los conocimientos sobre álgebra en el mundo cristiano. Los nuevos conocimientos facilitaron y mejorar el estudio de la geometría, la aritmética y la astronomía en los diferentes centros de enseñanza.

## Orígenes
Estos cuatro estudios componen la parte secundaria del curriculum descrito por Platón en La República, y se describen en el séptimo libro de este trabajo (en el orden aritmética, geometría, astronomía y música). Platón evoca un acercamiento entre estas ciencias: la ciencia de los números, la geometría plana, la geometría de los sólidos, y la ciencia de los objetos móviles. Habla de astronomía y armónica como «ciencias hermanas», explicando que la astronomía está hecha para los ojos como armónica para la audición. Relata la armonía de las esferas con las órbitas celestes.
Un fragmento conservado del pitagórico Arquitas (hacia 360 a. C) atestigua la existencia de esta idea en la enseñanza de Pitágoras. Fragmento 1 de Arquites:

Los matemáticos, en mi opinión, son buenos para discernir y comprender (y esto no es sorprendente) de la naturaleza de cada cosa (...). Además, tocando la velocidad de las estrellas, su ascenso y configuración, nos dieron un conocimiento claro, así como una geometría plana, aritmética y esférica, sin olvidar la música. Para estas ciencias parecen hermanos, ya que tratan las dos primeras formas de ser, que son hermanas. »
Porfirio, -  Comentario sobre los armónicos de Ptolomeo

Como Proclo escribió:

Los pitagóricos consideraban que todas las ciencias matemáticas se dividían en cuatro partes: una mitad marcaba en cuanto a la cantidad, la otra mitad con magnitud; y cada una de ellas ponía como doble. Se puede considerar una cantidad con respecto a su carácter por sí mismo o en su relación con otra cantidad, magnitudes ya sea estacionarias o en movimiento. La aritmética, entonces, estudia las cantidades como tal, la música las relaciones entre cantidades, la magnitud geométrica en reposo, la magnitud esférica [astronomía] inherentemente en movimiento

El quadrivium está implícito en los primeros escritos pitagóricos y en los De nuptiis de Martianus Capella, aunque el término «cuadrivio» no fue utilizado hasta Boecio, a principios del VI que crea el concepto de «quadrivium» (o quadruumum para mantener el grafismo de Boecio). Este término (que literalmente significa «cuatro vías») tal vez se inspira en una expresión de Nicómaco de Gerasa (su fuente esencial para las ciencias matemáticas ), que habló de τέσσαρες μέθοδοι, es decir, las «cuatro ciencias », pero con el juego etimológico sobre μέθοδος, el significado principal es« vía »o« camino ».

## Uso medieval
Durante el Renacimiento carolingio del siglo VIII, Beda el Venerable lo incluyó, junto con el trivio (disciplinas que llamaríamos literarias: gramática, retórica, dialéctica ), en las siete artes liberales que se introdujeron los monasterios
Durante la invasión de los vikingos, sarracenos y húngaros (820-920), la desorganización de los monasterios provocó un olvido casi total del cuadrivio.
Fue el monje Gerbert de Aurillac (v. 945 / 950-1003) quien volvió a introducir el quadrivium en las escuelas urbanas de Occidente, después de haberlo aprendido en un monasterio de Cataluña. Esta región estaba en contacto con la civilización islámica, después en pleno desarrollo, y se prestaba bien a los intercambios culturales. Gerbert de Aurillac se convirtió en Papa bajo el nombre de Silvestre II. Fue el Papa del año mil.
El monje Birtferth, alrededor del año mil, pensó que el cómputo (el cálculo de las fiestas móviles ) era una ciencia compleja, que se basaba en dos disciplinas del trivio y dos disciplinas del cuadrivio.
En muchas universidades medievales, este habría sido el curso de Magister Artium. Después de la maestría, el estudiante puede ser admitido a los grados del bachillerato a las facultades superiores (teología, la medicina o la ley). El estudio fue ecléctico, acercándose a la filosofía de los objetivos que se buscan mediante la consideración de cada uno de los aspectos de la quadrívium dentro de la estructura general demostrado por Procle (412-485), es decir, la aritmética y la música, por un lado, y la geometría y la cosmología en el otro. El tema de la música en el quadrívium que originalmente era el clásico tema de los armónicos, en particular el estudio de las proporciones entre los intervalos de la música creada por la división de un monocordio. Una relación con la música como se practica en realidad no fue parte de este estudio, pero en el marco en que la armonía clásica habría de influir sustancialmente en el contenido y la estructura de la teoría de la música como era practicada por las culturas europeas, tales como la islámica.

## Uso moderno
En las aplicaciones modernas de las artes liberales como currículum en universidades o colleges, se puede considerar que el quadrivium es el estudio del número y la relación con el espacio o el tiempo: la aritmética era un número puro, la geometría era un número en el espacio, la música era un número en el tiempo, y la astronomía era un número en el espacio y el tiempo. Morris Kline clasificó los cuatro elementos del quadrivium como puro (aritmética), estacionario (geometría), movimiento (astronomía), y número aplicado (música).
Este esquema se denomina a veces « educación clásica », pero es más precisamente un desarrollo del renacimiento del siglo XII-XIII con elementos clásicos recuperados, más que un crecimiento orgánico de los sistemas educativos de la antigüedad. El término sigue siendo utilizado por el movimiento educativo clásico y en la escuela independiente Oundle, el Reino Unido.